# شله ويل (مقاطعة فومن)
شله‌ويل (بالفارسية: شله‌ویل) هي قرية تقع في غيلان في إيران. يقدر عدد سكانها بـ 0 نسمة بحسب إحصاء 2016.